# Jeremy Hollowell
Jeremy Mathew Hollowell (Cleveland, 25 febbraio 1994) è un cestista statunitense.